# Dayang (sockenhuvudort i Kina, Hebei Sheng, lat 38,77, long 114,79)
Dayang är en sockenhuvudort i Kina. Den ligger i provinsen Hebei, i den norra delen av landet, omkring 190 kilometer sydväst om huvudstaden Peking. Antalet invånare är 22 989. Befolkningen består av 11 869 kvinnor och 11 120 män. Barn under 15 år utgör 20,0 %, vuxna 15-64 år 70 %, och äldre över 65 år 8,0 %.
Runt Dayang är det tätbefolkat, med 570 invånare per kvadratkilometer. Närmaste större samhälle är Lingshan, 13,9 km väster om Dayang. Trakten runt Dayang består till största delen av jordbruksmark.
Genomsnittlig årsnederbörd är 675 millimeter. Den regnigaste månaden är juli, med i genomsnitt 200 mm nederbörd, och den torraste är januari, med 3 mm nederbörd.